# Darlene Vogel
Darlene K. Vogel (Modesto, 25 ottobre 1962) è un'attrice e ex modella statunitense.

## Biografia
Inizia la sua carriera come modella e nella pubblicità prima di approdare al cinema, dove ha fatto il suo esordio in Ritorno al futuro - Parte II nel ruolo di Spike. Nota al pubblico per preso parte in diverse fiction tra cui Pacific Blue e Una vita da Vivere. È sposata con Mark Howard da cui ha avuto due figli.

## Filmografia parziale

### Cinema
- Ritorno al futuro - Parte II (1989)
- Ski School: Scuola di sci (1990)
- I nuovi guerrieri (Ring of Steel) (1994)
- Angel 4: Undercover (1994)
- Decoy (1995)
- Morella (1999)
- Walking the Halls (2012)
- It Could Change Everything (2012) - cortometraggio
- Day 13 (2019)
- The Wedding Year (2019)

### Televisione
- Un giustiziere a New York (The Equalizer) – serie TV, episodio 3x14 (1988)
- Baby Sitter (Charles in Charge) – serie TV, episodio 5x06 (1990)
- Doctor Doctor – serie TV, episodio 3x01 (1990)
- Gli amici di papà (Full House) – serie TV, 2 episodi (1992)
- The Hat Squad – serie TV, 1 episodio (1992)
- Coach – serie TV, 1 episodio (1993)
- Il ritorno di Ironside (The Return of Ironside), regia di Gary Nelson – film TV (1993)
- Blue Skies – serie TV, 1 episodio (1994)
- Crescere, che fatica! (Boy Meets World) – serie TV, 4 episodi (1994-1995)
- Un medico tra gli orsi (Northern Exposure) – serie TV, episodio 5x24 (1994)
- 2 poliziotti a Palm Beach (Silk Stalkings) – serie TV, episodio 5x07 (1995)
- Pacific Blue – serie TV, 83 episodi (1996-2000)
- Farscape – serie TV, episodio 1x12 (1999)
- Una vita da vivere (One Life to Live) – soap opera (2000-2001)
- CSI - Scena del crimine (CSI: Crime Scene Investigation) – serie TV, episodio 2x22 (2002)
- Capital Law , regia di Danny Cannon – film TV (2006)
- General Hospital – serie TV, 3 episodi (2006-2009)
- Beyond the Break - Vite sull'onda (Beyond the Break) – serie TV, 8 episodi (2006-2009)
- Castle – serie TV, episodio 8x10 (2016)

## Doppiatrici italiane
Nelle versioni in italiano delle opere in cui ha recitato, Josie Davis è stata doppiata da:
- Laura Boccanera in Pacific Blue, Bella e letale
- Alessandra Korompay in Dr. House - Medical Division